# Digitalism
Digitalism je dvojice německých hudebníků hrajících elektronickou hudbu. Krátce po svém vzniku v roce 2004 se zařadili mezi největší evropské hvězdy žánru new rave. Pochází z Hamburku a tvoří ji Jens Moelle a İsmail Tüfekçi (Němec tureckého původu). Vydávají na labelu Kitsuné Music, který se specializuje právě na elektronickou hudbu.
Prvním počinem německého dua se stalo album Idealism, ze kterého vyšly i 4 singly (Idealistic, Zdarlight, Jupiter Room a Pogo). Nedílnou součástí jejich tvorby jsou remixy (většinou označované jako Digitalism Remix), mezi jejich známé remixy patří např. The Futureheads – Skip to the End, Klaxons – Atlantis to Interzone a Kingdom od Davida Gahana.
Digitalism vystoupili 20. prosince 2007 v pražském Paláci Akropolis.

## Vlivy
Podobně jako Justice bývají často přirovnáváni k Daft Punk, hlásí se k odkazům The Cure (píseň Fire in Cairo). Inspiraci pro svou tvorbu čerpají ze soundracků starších filmů. Říká se, že píseň Zdarlight pojmenovali podle Philippa Zdara z francouzského elektronického dua Cassius. Digitalism však tvrdí, že ji nepojmenovali na počest tohoto hudebníka, nýbrž chtěli jen trochu nekonvenční název pro slovo „starlight“.

## Zajímavosti
- Své první studio měli v bunkru z druhé světové války.
- Píseň Pogo se objevila v počítačových hrách Need for Speed: ProStreet a FIFA 08.

## Diskografie

### Studiová alba
- 2007 – Idealism
- 2011 – I Love You Dude
- 2016 - Mirage
- 2019 - JPEG

### Singly a EP
- 2005 – Idealistic
- 2005 – Zdarlight
- 2006 – Jupiter Room
- 2006 – Pogo
- 2007 – Terrorlight
- 2008 – The Moshi Moshi EP (vyšlo pouze v Japonsku)
- 2008 – Kitsuné Tabloid: Mixed by Digitalism